# (7269) Alprokhorov
(7269) Alprokhorov (1975 VK2) – planetoida z pasa głównego asteroid okrążająca Słońce w ciągu 5,2 lat w średniej odległości 3 j.a. Odkryta 2 listopada 1975 roku.